# Guglielmo Carbone
Guglielmo Carbone (Nápoles, ca. 1370 – Nápoles, 22 de novembro de 1418) foi um cardeal napolitano da Igreja Católica, que foi bispo de Chieti.

## Biografia
De uma família ilustre, era filho de Pietro Carbone, patrício napolitano, e Isabella Boccapianola, sendo irmão do também cardeal Francesco Carbone, O.Cist. (1384).
Foi arquidiácono do Patriarcado de Aquileia e protonotário apostólico. Foi eleito bispo de Chieti em 18 de agosto de 1396, embora ele ainda não tivesse alcançado a idade canônica.
Foi criado cardeal em 6 de junho de 1411 por pelo Papa João XXIII de Avinhão, recebendo o título de cardeal-presbítero de Santa Balbina.
Após a eleição do Papa Martinho V, teve confirmada as dignidades e benefícios.
Faleceu antes de 22 de novembro de 1418, em Nápoles. Foi enterrado na Catedral de Nápoles, ao lado de seu irmão, na capela da família.

### Conclaves
- Conclave de 1417 - não participou da eleição do Papa Martinho V